# 郴阳县
郴阳县，中国古县名。
元朝至元十三年（1276年）改郴县置，治所在今湖南省郴州市。为郴州治，次年为郴州路治。明朝初年，为郴州府治，洪武九年（1376年）并入郴州。 